# روبرتا غريغوري
روبرتا غريغوري (بالإنجليزية: Roberta Gregory)‏ هي فنانة قصص مصورة وكاتبة سيناريو أمريكية، ولدت في 7 مايو 1953 في لوس أنجلوس في الولايات المتحدة.

## وصلات خارجية
- الموقع الرسمي